# Cyprinus rubrofuscus
Cyprinus rubrofuscus là một loài thuộc họ Cá chép (Cyprinidae). Nó phân bố rộng rãi ở miền Viễn Đông, bản địa Lào, Việt Nam và Trung Quốc, từ lưu vực sông Amur đến sông Hồng. Nó cũng được du nhập đến những vùng khác. Đây là dạng hoang dại của cá chép koi. Do nhiều xương và tanh mùi bùn, loài cá này ít khi được dùng làm thức ăn.
Trong quá khứ, nó từng được xem là phân loài của cá chép thường, và thường được gán cho danh pháp ba phần C. carpio haematopterus. Bởi sự khác biệt di truyền và ngư sinh lượng (meristics), C. rubrofuscus nay được nhìn nhận là một loài riêng biệt.